# Mil-
Mil- ist ein Morphem in verschiedenen indoeuropäischen Sprachen. Er ist Teil von slawischen Personen- und Ortsnamen.

## Herkunft und Bedeutung
Im 14. Jahrhundert v. Chr. wurde die hethitische Stadt Milawanda (später Milet) am östlichen Mittelmeer erstmals erwähnt.
Im 6. Jahrhundert v. Chr. wurde der griechische Sportler Milon und der Vasenmaler Milonidas genannt. Im 1. Jahrhundert gab es die römischen Vornamen Milo und Milonia.
Im 8. Jahrhundert gab es Bischof Milo von Trier.
Im 9. Jahrhundert wurden Ludmilla von Böhmen und Miliduch und Milegast bei slawischen Stämmen im heutigen Deutschland erwähnt.
In den slawischen Sprachen bedeutet milo, lieblich, lieb.

## Personennamen

### Griechisch-lateinisch
- Miles
- Milo
- Milon
- Milonides

### Slawisch

#### Mil-
- Milegast
- Miloljub
- Milomir
- Miloslav

Kurzformen
- Milan
- Milena, Milana
- Milos, Miloš

#### -mil
- Bogomil, Bogumił
- Dalimil
- Ludmila, Ljudmilla
- Radmila

## Ortsnamen

### Griechisch-lateinisch
- Milano
- Milet

### Slawisch
- Milešín
- Milešov
- Milonice
- Miłosław
- Milostín